# Penicillium ludwigii
Penicillium ludwigii är en svampart som beskrevs av Udagawa 1969. Penicillium ludwigii ingår i släktet Penicillium och familjen Trichocomaceae.   Inga underarter finns listade i Catalogue of Life.